# Louis Antoine de Gontaut-Biron

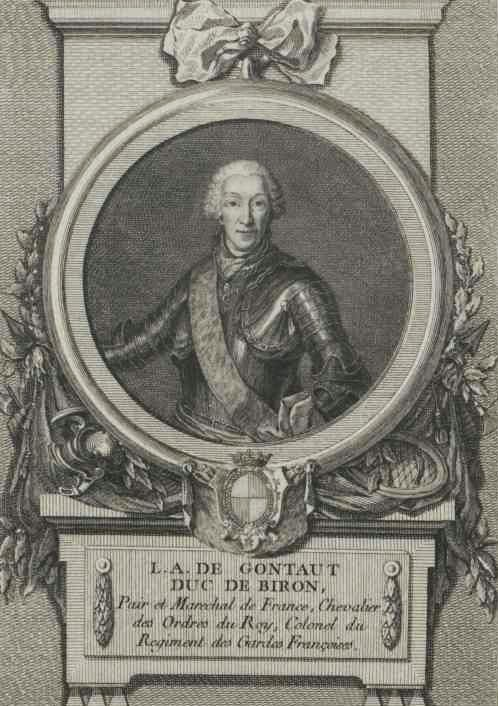
Louis Antoine de Gontaut als Marschall von Frankreich

Wappen der Familie Gontaut-Biron

Louis Antoine de Gontaut, duc de Lauzun, comte, dann duc de Biron (* 2. Februar 1701; † 19. Oktober 1788 in Paris), war ein hoher Offizier und Aristokrat im Königreich Frankreich des 18. Jahrhunderts. Höhepunkt seiner militärischen Karriere war die Ernennung zum Maréchal de France.

## Familie
Louis Antoine de Gontaut entstammte dem Haus Gontaut-Biron, einer Familie des französischen Hochadels aus der Provinz Guyenne, deren Stammbaum sich bis in das 12. Jahrhundert zurückverfolgen lässt. Sie stellte dem französischen König eine große Anzahl an Offizieren, davon allein vier Marschälle von Frankreich.
Er war der vierte Sohn von Charles Armand de Gontaut-Biron und seiner Ehefrau Marie Antonine Bautru de Nogent (1662–1742), Nichte von Antonin Nompar de Caumont, duc de Lauzun, über die der Titel und das Herzogtum Lauzun an das Haus Gontaut kamen.
Am 29. Februar 1740 heiratete er Françoise Pauline de La Rochefoucauld de Roye, marquise de Sévérac (1723–1794), Tochter von Brigadier des armées du roi de La Rochefoucauld de Roye, comte de Roucy, und der Marguerite Élisabeth Huguet de Sémonville. Die Ehe hielt bis zum Tod und blieb kinderlos. In seinem Testament vom 31. Januar 1788 bestimmte de Biron seinen Bruder Charles-Antoine de Gontaut zum Universalerben.

### Militärische Karriere
Der Comte de Biron trat 1716 in eine Kompanie der Garde-marine (die zur königlichen Marine gehörte) ein. Bereits im gleichen Jahr wechselte er in das Heer über. Im Jahre 1727 wird er als Capitaine im Régiment de Noailles-dragons genannt. 1729 war er Colonel-Lieutenant im Régiment Royal Roussillon. Mit diesem diente er während des Polnischen Erbfolgekrieges ab 1733 unter den Marschällen de Villars und de Coigny in Italien und wurde dort 1734 zum Colonel-lieutenant des Régiment du Roi ernannt.
Während seiner Zeit in Italien (bis 1735) war er am Angriff auf Mailand, der Schlacht bei Tortona und der Schlacht bei Parma beteiligt. Seine Verdienste während dieser drei Aktionen brachten ihm 1734 die Beförderung zum Brigadier des armées du roi und zum Maréchal de camp sowie 1735 die zum  Inspecteur des Régiment du Roi Infanterie ein.
Im Jahre 1740 folgte er seinem Bruder als Duc de Biron, nachdem sich dieser zurückgezogen hatte.
Im Österreichischen Erbfolgekrieg nahm er 1741 unter dem Marschall de Belle-Isle am Feldzug nach Böhmen und nach Mähren teil. Im folgenden Jahr wurde er nach der Schlacht bei Dettingen zum Lieutenant général des armées du Roi ernannt. 1742 wurde er bei der Belagerung von Prag schwer verwundet.
1744 wurde ihm der Orden eines Chevalier des ordres du Roi verliehen. Danach zog er nach Flandern in den Krieg, wo er bis 1748 bleiben sollte. In der Schlacht bei Fontenoy übernahm er am 11. Mai 1745 das Kommando über das Régiment des Gardes françaises, nachdem dessen Kommandant, Colonel Louis, duc de Gramont, gefallen war. Gleichzeitig wurde ihm dessen Posten als Colonel géneral des Gardes françaises übertragen, den er bis zu seinem Tod behalten sollte.

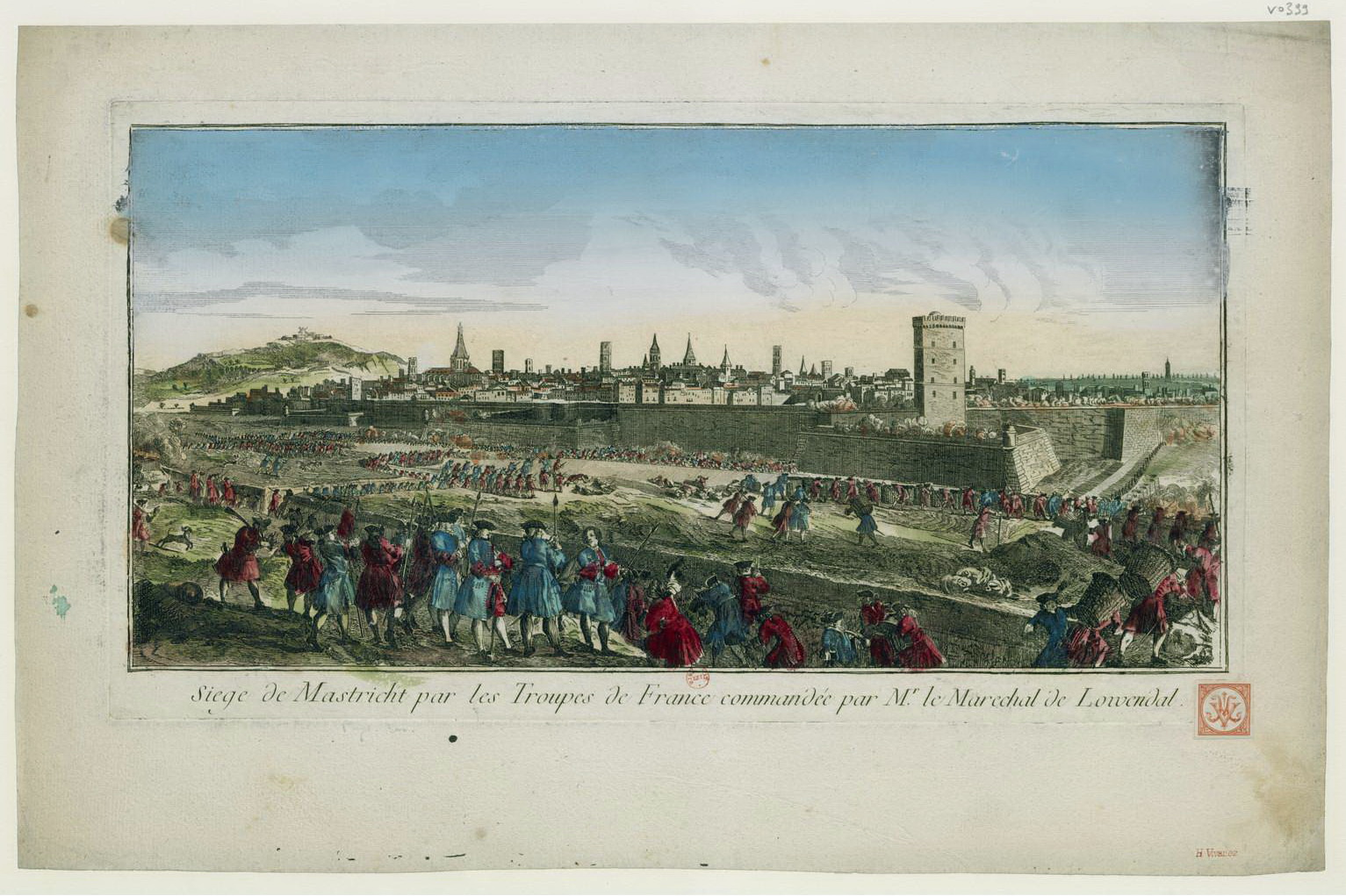
Belagerung von Maastricht 1748

De Biron war an der Belagerung von Maastricht (1748) beteiligt.
1749 wurde er zum Pair von Frankreich ernannt. Im Jahre 1753 kaufte er das sogenannte „Hôtel Biron“, in dem sich heute das Musée Rodin befindet.
1757 erfolgte die Ernennung zum Marschall von Frankreich. Von 1775 bis zu seinem Tod war er der letzte Gouverneur des Languedoc.
De Biron stiftete dem Observatorium von Montpellier ein Teleskop im Wert von 12.000 Livres.